# Martinet carablanc
El martinet carablanc (Egretta novaehollandiae) és una espècie d'ocell de la família dels ardèids (Ardeidae) que de vegades és ubicat al gènere Ardea. Habita aiguamolls, llacs, costes i camps negats a les illes de Flores i Rote, Nova Caledònia, Lifu, Austràlia, Tasmània, sud de Nova Guinea, illes Norfolk i Lord Howe, Nova Zelanda i Chatham.